# Putat Lor (Menganti)
Putat Lor is een bestuurslaag in het regentschap Gresik van de provincie Oost-Java, Indonesië. Putat Lor telt 3455 inwoners (volkstelling 2010).